# 陶永淳
陶永淳（1442年—？），字質夫，直隸松江府華亭縣人，明朝官员、同進士出身。

## 生平
應天府鄉試第一百三名。成化二年（1466年）丙戌科進士。历官直隸南和縣知縣，陞紹興府同知。
曾祖父陶嗣宗。祖父陶羽。父亲陶蒙。